# Coppa del Brasile 1997
La Coppa del Brasile 1997 (ufficialmente in portoghese Copa do Brasil 1997) è stata la 9ª edizione della Coppa del Brasile.

## Formula
Partite a eliminazione diretta con gare di andata e ritorno. In caso di pareggio nei tempi regolamentari, passa la squadra che ha realizzato il maggior numero di gol fuori casa. Nel caso non sia possibile determinare un vincitore con la regola dei gol fuori casa, sono previsti i tiri di rigore.
Nei primi due turni (preliminare e sedicesimi di finale) se la squadra che gioca la prima partita in trasferta vince con 2 o più gol di scarto, è automaticamente qualificata al turno successivo senza dover disputare la gara di ritorno.

## Partecipanti
| Stato               | Squadra (Città)                   | Motivo qualificazione                                   |
| ------------------- | --------------------------------- | ------------------------------------------------------- |
| Acre                | Rio Branco-AC (Rio Branco)        | Squadra indicata dalla Federazione calcistica Acreana   |
| Alagoas             | CSA (Maceió)                      | Vincitore del Campionato Alagoano 1996                  |
| Amapá               | Ypiranga-AP (Macapá)              | Squadra indicata dalla Federazione calcistica Amapaense |
| Amazonas            | Nacional-AM (Manaus)              | Vincitore del Campionato Amazonense 1996                |
| Bahia               | Vitória (Salvador)                | Vincitore del Campionato Baiano 1996                    |
| Bahia               | Bahia (Salvador)                  | Invito della CBF                                        |
| Ceará               | Ceará (Fortaleza)                 | Vincitore del Campionato Cearense 1996                  |
| Ceará               | Fortaleza (Fortaleza)             | Invito della CBF                                        |
| Distretto Federale  | Guará (Guará)                     | Vincitore del Campionato Brasiliense 1996               |
| Espírito Santo      | Desportiva (Cariacica)            | Vincitore del Campionato Capixaba 1996                  |
| Goiás               | Goiás (Goiânia)                   | Vincitore del Campionato Goiano 1996                    |
| Goiás               | Vila Nova (Goiânia)               | Invito della CBF                                        |
| Maranhão            | Bacabal (Bacabal)                 | Vincitore del Campionato Maranhense 1996                |
| Mato Grosso         | Mixto (Cuiabá)                    | Vincitore del Campionato Matogrossense 1996             |
| Mato Grosso do Sul  | Operário-MS (Campo Grande)        | Vincitore del Campionato Sul-Matogrossense 1996         |
| Minas Gerais        | Cruzeiro (Belo Horizonte)         | Vincitore del Campionato Mineiro 1996                   |
| Minas Gerais        | Atlético Mineiro (Belo Horizonte) | 2° nel Campionato Mineiro 1996                          |
| Minas Gerais        | América-MG (Belo Horizonte)       | Invito della CBF                                        |
| Pará                | Remo (Belém)                      | Vincitore del Campionato Paraense 1996                  |
| Pará                | Paysandu (Belém)                  | Invito della CBF                                        |
| Paraíba             | Santa Cruz-PB (Santa Rita)        | Vincitore del Campionato Paraibano 1996                 |
| Paraná              | Paraná (Curitiba)                 | Vincitore del Campionato Paranaense 1996                |
| Paraná              | Coritiba (Curitiba)               | 2° nel Campionato Paranaense 1996                       |
| Paraná              | Athl. Paranaense (Curitiba)       | Invito della CBF                                        |
| Pernambuco          | Sport Recife (Recife)             | Vincitore del Campionato Pernambucano 1996              |
| Pernambuco          | Santa Cruz (Recife)               | Invito della CBF                                        |
| Piauí               | River (Teresina)                  | Vincitore del Campionato Piauiense 1996                 |
| Rio de Janeiro      | Flamengo (Rio de Janeiro)         | Vincitore del Campionato Carioca 1996                   |
| Rio de Janeiro      | Vasco da Gama (Rio de Janeiro)    | 2° nel Campionato Carioca 1996                          |
| Rio de Janeiro      | Botafogo (Rio de Janeiro)         | Invito della CBF                                        |
| Rio de Janeiro      | Fluminense (Rio de Janeiro)       | Invito della CBF                                        |
| Rio Grande do Norte | América-RN (Natal)                | Vincitore del Campionato Potiguar 1996                  |
| Rio Grande do Sul   | Grêmio (Porto Alegre)             | Vincitore del Campionato Gaúcho 1996                    |
| Rio Grande do Sul   | Juventude (Porto Alegre)          | 2° nel Campionato Gaúcho 1996                           |
| Rio Grande do Sul   | Internacional (Caxias do Sul)     | Invito della CBF                                        |
| Rondônia            | Ji-Paraná (Ji-Paraná)             | Vincitore del Campionato Rondoniense 1996               |
| Roraima             | Baré (Boa Vista)                  | Vincitore del Campionato Roraimense 1996                |
| San Paolo           | Palmeiras (San Paolo)             | Vincitore del Campionato Paulista 1996                  |
| San Paolo           | San Paolo (San Paolo)             | 2° nel Campionato Paulista 1996                         |
| San Paolo           | Corinthians (San Paolo)           | Invito della CBF                                        |
| San Paolo           | Portuguesa (San Paolo)            | Invito della CBF                                        |
| San Paolo           | Santos (Santos)                   | Invito della CBF                                        |
| Santa Catarina      | Figueirense (Florianópolis)       | Vincitore del Campionato Catarinense 1996               |
| Sergipe             | Sergipe (Aracaju)                 | Vincitore della Coppa Santa Catarina 1996               |
| Tocantins           | Kaburé (Colinas do Tocantins)     | Vincitore della Copa Tocantins 1996                     |

## Risultati

### Turno preliminare
Andata 18, 20, 25 e 27 febbraio 1997, ritorno 25, 27 febbraio, 3, 4 e 6 marzo 1997.
| Squadra 1     | Totale | Squadra 2        | Andata | Ritorno |
| ------------- | ------ | ---------------- | ------ | ------- |
| Guará         | 0-7    | Internacional    | 0-7    | -       |
| Mixto         | 0-3    | Corinthians      | 0-3    | -       |
| Ypiranga-AP   | 1-5    | Remo             | 1-0    | 0-5     |
| Desportiva    | 2-6    | Santos           | 1-1    | 1-5     |
| Operário-MS   | 3-8    | Santa Cruz       | 2-2    | 1-6     |
| CSA           | 2-6    | Athl. Paranaense | 2-6    | -       |
| Paysandu      | 2-4    | Vila Nova        | 2-1    | 0-3     |
| Rio Branco-AC | 4-3    | Baré             | 3-2    | 1-1     |
| Santa Cruz-PB | 0-4    | Fluminense       | 0-4    | -       |
| Kaburé        | 1-9    | Portuguesa       | 1-1    | 0-8     |
| América-MG    | 1-3    | Bahia            | 1-1    | 0-2     |
| Ji-Paraná     | 1-3    | Botafogo         | 1-3    | -       |
| Bacabal       | -      | Fortaleza        | -      | -       |

### Sedicesimi di finale
Andata 20, 25, 27 febbraio, 4, 6, 11, 12, 13, 14 e 18 marzo 1997, ritorno 11, 13, 18, 19, 20, 25 e 26 marzo 1997.
| Squadra 1        | Totale      | Squadra 2        | Andata | Ritorno |
| ---------------- | ----------- | ---------------- | ------ | ------- |
| Sergipe          | 3-5         | Vasco da Gama    | 3-5    | -       |
| River            | 1-7         | Palmeiras        | 0-0    | 1-7     |
| Nacional-AM      | 2-6         | Flamengo         | 2-6    | -       |
| Santa Cruz       | 2-1         | Cruzeiro         | 1-1    | 1-0     |
| Paraná           | 1-4         | Internacional    | 1-1    | 0-3     |
| Vila Nova        | 2-5         | San Paolo        | 2-3    | 0-2     |
| Ceará            | 1-0         | Fluminense       | 1-0    | 0-0     |
| Botafogo         | 0-3         | Vitória          | 0-3    | -       |
| Rio Branco-AC    | gfc 2-2     | Goiás            | 1-0    | 1-2     |
| Figueirense      | 2-4         | Santos           | 0-1    | 2-3     |
| Bahia            | 2-3         | Coritiba         | 2-2    | 0-1     |
| Corinthians      | 2-2 5-3 dcr | Juventude        | 2-0    | 0-2     |
| Remo             | 5-6         | Atlético Mineiro | 3-3    | 2-3     |
| América-RN       | 1-3         | Portuguesa       | 1-0    | 0-3     |
| Athl. Paranaense | 4-1         | Sport Recife     | 3-0    | 1-1     |
| Fortaleza        | 3-6         | Grêmio           | 2-3    | 1-3     |

### Ottavi di finale
Andata 25, 26 marzo, 3 e 4 aprile 1997, ritorno 3, 8 e 10 aprile 1997.
| Squadra 1        | Totale      | Squadra 2        | Andata | Ritorno |
| ---------------- | ----------- | ---------------- | ------ | ------- |
| Coritiba         | 2-5         | Palmeiras        | 0-1    | 2-4     |
| Santos           | 2-2 2-3 dcr | Internacional    | 2-0    | 0-2     |
| Corinthians      | 2-1         | Atlético Mineiro | 1-0    | 1-1     |
| Rio Branco-AC    | 3-6         | Flamengo         | 2-1    | 1-5     |
| Ceará            | 4-2         | Santa Cruz       | 3-2    | 1-0     |
| Athl. Paranaense | 6-5         | Vasco da Gama    | 3-1    | 3-4     |
| Vitória          | 4-3         | San Paolo        | 2-1    | 2-2     |
| Grêmio           | 3-2         | Portuguesa       | 2-1    | 1-1     |

### Quarti di finale
Andata 15, 17 e 18 aprile 1997, ritorno 22, 25, 29 aprile e 3 maggio 1997.
| Squadra 1     | Totale | Squadra 2        | Andata | Ritorno |
| ------------- | ------ | ---------------- | ------ | ------- |
| Ceará         | 2-10   | Palmeiras        | 2-5    | 0-5     |
| Corinthians   | 7-4    | Athl. Paranaense | 1-2    | 6-2     |
| Internacional | 1-2    | Flamengo         | 1-1    | 0-1     |
| Grêmio        | 5-3    | Vitória          | 2-0    | 3-3     |

### Semifinali
Andata 3 e 8 maggio 1997, ritorno 13 e 15 maggio 1997.
| Squadra 1   | Totale | Squadra 2 | Andata | Ritorno |
| ----------- | ------ | --------- | ------ | ------- |
| Flamengo    | 3-0    | Palmeiras | 2-0    | 1-0     |
| Corinthians | 2-3    | Grêmio    | 1-2    | 1-1     |

### Finale

#### Andata
| Arbitro: | Mourão |

| |            | |
| · Danrlei P · Arce D · Rivarola D · Mauro Galvão D · Roger D · Dinho C · Emerson C · Marco Antônio D · João Antônio C · Carlos Miguel C · Dauri A · Rodrigo Gral A · Paulo Nunes A | Formazioni | · P Zé Carlos · D Fábio Baiano · D Júnior Baiano · D Fabiano · D Athirson · C Jamir · C Maurinho · D Leandro Silva · C Evandro · C Nélio · A Romário · A Sávio · C Lúcio |
| Evaristo de Macedo | Allenatori | Sebastião Rocha |

#### Ritorno
| Arbitro: | Mendonça |

| |            | |
| Lúcio 30’ Romário 41’ | Marcatori  | 6’ João Antônio 79’ Carlos Miguel |
| · Zé Carlos P · Fábio Baiano D · Júnior Baiano D · Fabiano D · Athirson D · Jamir C · Maurinho C · Evandro C · Nélio C · Iranildo C · Romário A · Sávio A · Lúcio C | Formazioni | · P Danrlei · D Arce · D Rivarola · D Luciano · D Mauro Galvão · D Roger · C Otacílio · C João Antônio · C Emerson · C Carlos Miguel · A Paulo Nunes · C Djair · A Rodrigo Gral · A Marcos Paulo |
| Sebastião Rocha | Allenatori | Evaristo de Macedo |

Grêmio vincitore della Coppa del Brasile 1997 e qualificato per la Coppa Libertadores 1998.

## Classifica marcatori
| Pos. | Giocatore   | Squadra          | Gol |
| ---- | ----------- | ---------------- | --- |
| 1    | Paulo Nunes | Grêmio           | 9   |
| 2    | Paulo Rink  | Athl. Paranaense | 8   |
| 3    | Romário     | Flamengo         | 7   |
| 3    | Viola       | Palmeiras        | 7   |
| 5    | Arílson     | Internacional    | 6   |
| 5    | Souza       | Corinthians      | 6   |
| 7    | Marquinhos  | Palmeiras        | 5   |
| 7    | Mirandinha  | Corinthians      | 5   |